# パンパシフィックチャンピオンシップ
パンパシフィックチャンピオンシップ（英: Pan-Pacific Championship）は、2008年から2009年まで開催されていたサッカーの国際大会である。MLS（アメリカ合衆国・カナダ）、Jリーグ（日本）、Kリーグ（韓国）、中国スーパーリーグ（中国）、Aリーグ（オーストラリア・ニュージーランド）などのクラブチームが参加し、毎年2月に開催されていた。

## 設立の経緯
2006年12月の段階で、アメリカ、日本、オーストラリアのほか、メキシコ、韓国、中国の各リーグ優勝チームが参加する大会を、サッカーグラウンド20面のある、ハワイ・オアフ島のワイピオ・サッカー・フィールドで2007年7月に開催する計画があるとして、一部メディアに出るが、結局開催されなかった。
その後、2007年11月29日に、アメリカ合衆国ハワイ州ホノルルで行われた記者会見で、第1回大会が、2008年2月20日、23日に、MLSからロサンゼルス・ギャラクシー、ヒューストン・ダイナモ（2007MLSカップ優勝）、Jリーグからガンバ大阪（2007年ヤマザキナビスコカップ優勝チーム）、およびAリーグの代表1チーム（Aリーグ2007-08シーズン4位。理由は後述）の計4チームが参加して、トーナメント形式の4試合（3位決定戦含む）がアロハ・スタジアムで開催されることが発表された。
この大会立ち上げは、当時MLS国際部に在籍していた日本人スタッフ中村武彦が仕掛けた。

## 参加国
当初計画では、6ヶ国（MLS、Aリーグは各2ヶ国のチームが参加するため参加チームの国籍は8ヶ国）のリーグからの参加を想定しており、特にスーパーリーガを制したメキシコのパチューカに参加要請をしていたが、同チームが国内リーグとのスケジュールとの兼ね合いで辞退、代わりにスーパーリーガ準優勝のロサンゼルス・ギャラクシーが参加することとなった。
また、Aリーグについては、当初優勝チームの参加を要請していたが、FIFAワールドカップ・南アフリカ大会予選にオーストラリア代表が参加する都合でAリーグのスケジュールが変更され、同リーグのプレリミナリー・ファイナルおよびグランドファイナル（AFCチャンピオンズリーグ2008参加チームの順位決定試合）と日程が重なるため、その前に行われるマイナー・セミファイナル（プレーオフ3位4位決定戦）で敗退しリーグ4位となったシドニーFCが代わりに参加することとなった。
第2回大会では、前回参加したAリーグチームが、同大会開催期間中にシーズンファイナルを開催しているというスケジュールの都合もあり不参加、また各リーグから参加するチームは一つと言う原則より、MLSからの参加はホストチームとなるLAギャラクシーのみとなり、その他にKリーグ及び中国スーパーリーグのチャンピオンが参加することとなった。開催地も、前年度開催されたハワイ州のアロハ・スタジアムから、LAギャラクシーの本拠地であるロサンゼルス郡カーソンにあるホーム・デポ・センターに変更された。
将来的には、メキシコのリーグへも参加チームを要請し、オーストラリアサッカー連盟は将来的に大会の開催を招致する意向も示していたが、2010年を以て大会は廃止された。

## 結果
| 年度 | 優勝                     | 結果                 | 準優勝                     | 会場                                   |
| ---- | ------------------------ | -------------------- | -------------------------- | -------------------------------------- |
| 2008 | ガンバ大阪               | 6 - 1                | ヒューストン・ダイナモ     | アロハ・スタジアム（ホノルル）         |
| 2009 | 水原三星ブルーウィングス | 1 - 1 aet (PK 4 - 2) | ロサンゼルス・ギャラクシー | ホーム・デポ・センター（ロサンゼルス） |

## 統計

### クラブ別成績
| クラブ名                   | 優 | 準 | 優勝年度 | 準優勝年度 |
| -------------------------- | -- | -- | -------- | ---------- |
| ガンバ大阪                 | 1  | 0  | 2008     |            |
| 水原三星ブルーウィングス   | 1  | 0  | 2009     |            |
| ヒューストン・ダイナモ     | 0  | 1  |          | 2008       |
| ロサンゼルス・ギャラクシー | 0  | 1  |          | 2009       |

### クラブ所在国別成績
| 国・地域名     | 優 | 準 |
| -------------- | -- | -- |
| 日本           | 1  | 0  |
| 韓国           | 1  | 0  |
| アメリカ合衆国 | 0  | 2  |